# Frank Lentini

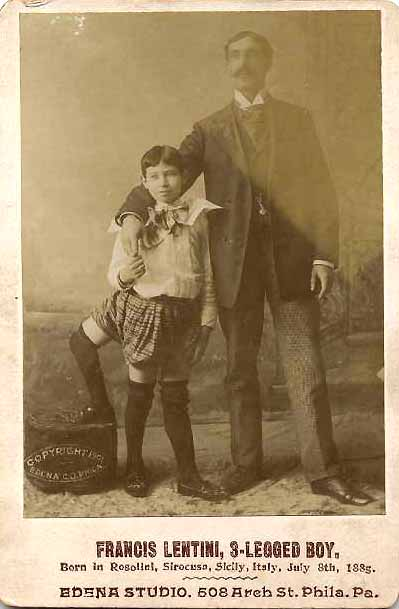
Francesco Lentini met vader

Als driebenige artiest in de Verenigde Staten

Francesco Lentini, in Amerika bekend als Frank A. Lentini (Rosolini, 8 juli 1889 – Jacksonville, 22 september 1966), een Siciliaan met drie benen trad tientallen jaren op in de Verenigde Staten. Hij deed dit in voorprogramma’s van artiesten en sportwedstrijden, op markten, circussen en musicals. 
Zijn bijnaam was wel eens de ‘three-legged football player’ de 'driebenige voetbalspeler' of de 'three-legged wonder' of het 'driebenige wonder'.

## Levensloop
Lentini werd met drie benen geboren in Rosolini, een Siciliaanse gemeente in het koninkrijk Italië. Anatomisch gesproken had hij twee bekkens, waarvan het tweede bekken van een onvolgroeide Siamese tweeling was. Hij had drie benen en vier voeten. De vierde voet was een aanhangsel op zijn derde been. Elk van de drie benen had een andere lengte.
Voor zijn familie was deze afwijking een vloek die over de familie neerkwam. Om onduidelijke redenen werden de namen van zijn broers en zussen geschrapt uit het bevolkingsregister van Rosoloni. Een tante, die zelf vele kinderen had, voedde hem eerst op, doch bracht hem onder in een instelling voor mindervalide kinderen. Hier bevond Lentini zich zowel tussen fysiek als mentaal mindervaliden. Achteraf vertelde hij dat deze ervaring hem stimuleerde om zijn handicap te aanvaarden. Lentini leerde in de instelling spreken, lopen, fietsrijden en springen. Zijn derde been groeide minder mee als de eerste twee. Aan de leeftijd van acht jaar doken zijn ouders op. Zij brachten hem naar Malta bij professor Ruggiero Busuttil met de vraag om het derde been te amputeren. De medicus wenste geen amputatie. Deze meende dat het risico te groot was voor zware zenuwletsels in de eerste twee benen. 
Kort nadien emigreerde de negenjarige Lentini met zijn ouders en meerdere familieleden via de haven van Liverpool naar de Verenigde Staten (1898). Via een neef belandde Lentini in de wereld van entertainment. Zijn voornaam veranderde van Francesco in Frank. Hij was het onderwerp van een ‘sideshow’ of nevenvoorstelling van shows. Hij maakte de ene rondreis na de andere. Hij trad op in circussen, rodeowedstrijden en in variétés. Hij gaf de aftrap op voetbalwedstrijden.
In 1907 huwde hij met Therese S. Murry, een actrice; zij hadden vier kinderen. In 1919 verwierf Lentini het Amerikaans burgerschap. Met zijn optredens onderhield hij het gezin. Tot de jaren 1920 sprak hij Siciliaans met zijn omgeving, nadien steeds Engels.
Van hem was bekend dat niet alleen zijn afwijking belangstellenden trok: hij sprak bovendien vlot met humor en was geduldig met kinderen die hun nieuwsgierigheid niet konden onderdrukken. Lentini werd een bekend entertainer in shows. Op de vraag waarom hij zo geboren was, was zijn standaardantwoord: mijn moeder kon het levenslicht niet schenken aan twee zonen; weliswaar aan méér dan een, maar geen twee. Op de vraag hoeveel schoenen hij kocht, antwoordde hij steevast twee paar schoenen en ik schenk de vierde schoen aan iemand met maar een been.
Met zijn gezin verbleef Lentini, wanneer hij niet tournee was, jarenlang in Wethersfield, Connecticut. 
In 1952 verhuisden zij naar Jacksonville, Florida. Hij verminderde het aantal optredens drastisch. In 1966 stierf hij thuis ten gevolge van longfalen. 